# Torre dei Conti

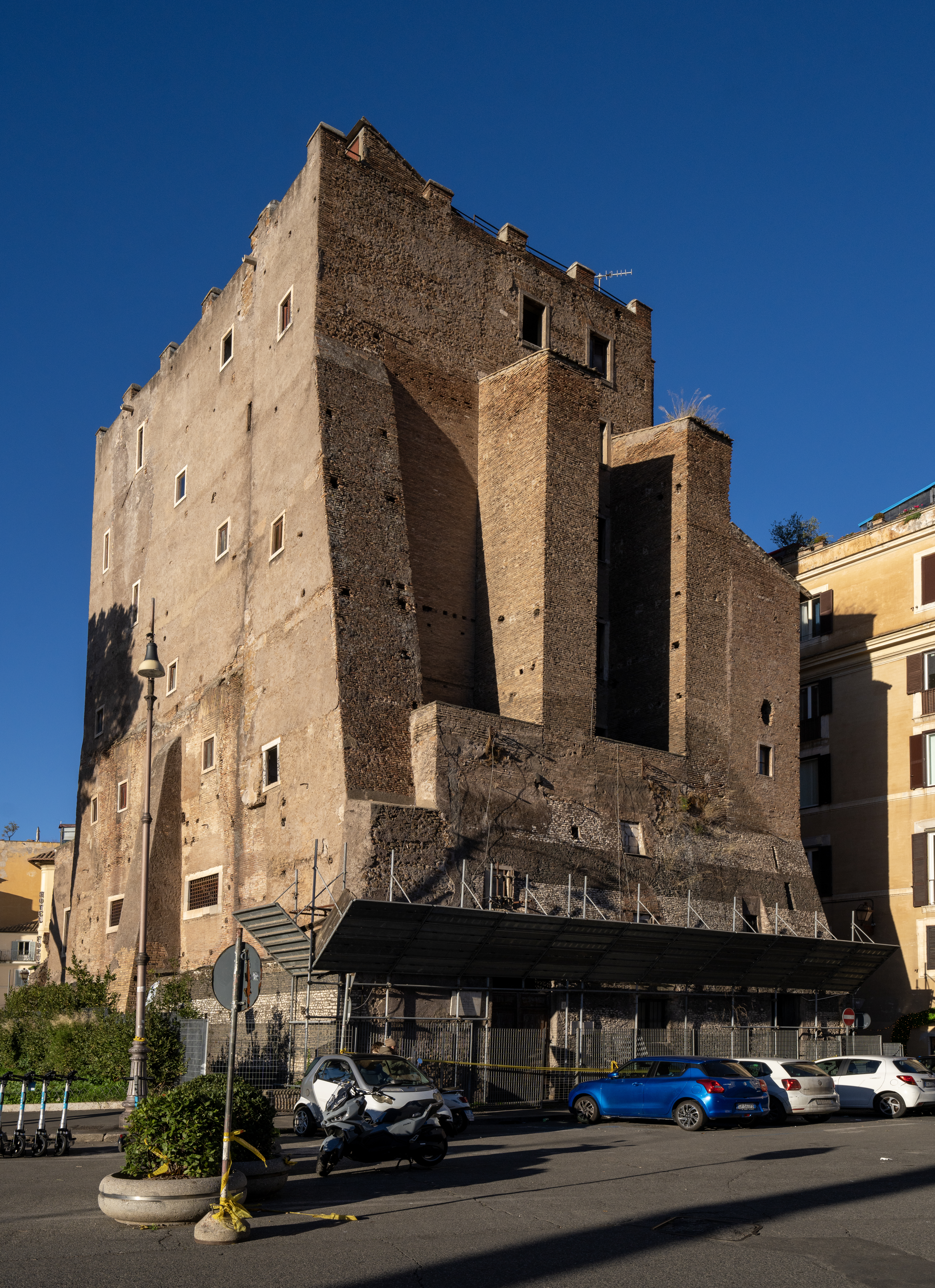
Torre dei Conti

Die Torre dei Conti, auch kurz Tor de’Conti, ist der Rest eines mittelalterlichen Turms in Rom, der 1203 unter dem Pontifikat von Innozenz III. von  Riccardo di Segni für die  Familie der  Conti, Grafen von Segni, in der Nähe des Kolosseums errichtet wurde.
Der Turm ist einer der eindrucksvollen Geschlechtertürme, die, wie in anderen italienischen Städten,  das mittelalterliche Rom prägten.
Der mächtige Wehrbau erhob sich an der Grenze zum Gebiet der konkurrierenden Familie der Frangipani.
In der Vergangenheit war er auch als Torre Maggiore wegen seiner Größe bekannt. Petrarca pries ihn als einzigartig in Rom und im ganzen Erdkreis. Ursprünglich muss seine Höhe 50 bis 60 Meter betragen haben, gegenüber den aktuellen 29 Metern. Er befindet sich am Largo Corrado Ricci im Gebiet der Kaiserforen.
Der Turm wurde über einer der Exedren der Portikus des Templum Pacis erbaut. Er wurde mit Travertin verkleidet, der aus den Kaiserforen entnommen wurde. Diese Verkleidung wurde im 16. Jahrhundert entfernt und für den Bau der Porta Pia an der Via Nomentana verwendet, die Papst Pius IV. nach Entwürfen von Michelangelo  errichten ließ.
Das Gebäude wurde bei verschiedenen Erdbeben beschädigt. Insbesondere nach jenem von 1348 wurde der Turm unbewohnbar und in der Folge verlassen. Während des 16. Jahrhunderts kam es zu mehreren Einstürzen.  Erst 1620 wurde er restauriert, aber 1630 und 1644 wieder von Erdbeben beschädigt. Die Päpste Urban VIII. und Alexander VIII. ließen ihn bis zum Ende des 17. Jahrhunderts wieder aufbauen und mit Streben verstärken.
Mit dem Bau der Via Cavour Ende des 19. Jahrhunderts und der Via dei Fori Imperiali unter Benito Mussolini blieb der Turm als isoliertes Gebäude am Rande der Ausgrabungsflächen der Foren zurück.
Koordinaten: 41° 53′ 37″ N, 12° 29′ 16,5″ O